# 10283 Cromer
A 10283 Cromer (ideiglenes jelöléssel 1981 JE2) a Naprendszer kisbolygóövében található aszteroida. Carolyn S. Shoemaker fedezte fel 1981. május 5-én.